# Brossainc
Brossainc és un municipi francès situat al departament de l'Ardecha i a la regió d'Alvèrnia-Roine-Alps. L'any 2007 tenia 173 habitants.

## Demografia

### Població
El 2007 la població de fet de Brossainc era de 173 persones. Hi havia 72 famílies de les quals 20 eren unipersonals (8 homes vivint sols i 12 dones vivint soles), 16 parelles sense fills, 24 parelles amb fills i 12 famílies monoparentals amb fills.
La població ha evolucionat segons el següent gràfic:
Habitants censats

### Habitatges
El 2007 hi havia 92 habitatges, 70 eren l'habitatge principal de la família, 12 eren segones residències i 9 estaven desocupats. 80 eren cases i 10 eren apartaments. Dels 70 habitatges principals, 54 estaven ocupats pels seus propietaris, 13 estaven llogats i ocupats pels llogaters i 3 estaven cedits a títol gratuït; 1 tenia una cambra, 4 en tenien dues, 7 en tenien tres, 23 en tenien quatre i 35 en tenien cinc o més. 52 habitatges disposaven pel cap baix d'una plaça de pàrquing. A 25 habitatges hi havia un automòbil i a 37 n'hi havia dos o més.

### Piràmide de població
La piràmide de població per edats i sexe el 2009 era:
| Homes | Edats   | Dones |
| ----- | ------- | ----- |
| 0     | 95 o +  | 0     |
| 0     | 90 a 94 | 0     |
| 0     | 85 a 89 | 0     |
| 0     | 80 a 84 | 0     |
| 0     | 75 a 79 | 4     |
| 8     | 70 a 74 | 4     |
| 0     | 65 a 69 | 4     |
| 8     | 60 a 64 | 0     |
| 4     | 55 a 59 | 4     |
| 8     | 50 a 54 | 8     |
| 8     | 45 a 49 | 0     |
| 12    | 40 a 44 | 12    |
| 0     | 35 a 39 | 4     |
| 4     | 30 a 34 | 12    |
| 0     | 25 a 29 | 0     |
| 8     | 20 a 24 | 4     |
| 16    | 15 a 19 | 4     |
| 8     | 10 a 14 | 20    |
| 8     | 5 a 9   | 0     |
| 0     | 0 a 4   | 4     |

## Economia
El 2007 la població en edat de treballar era de 120 persones, 85 eren actives i 35 eren inactives. De les 85 persones actives 79 estaven ocupades (43 homes i 36 dones) i 6 estaven aturades (2 homes i 4 dones). De les 35 persones inactives 13 estaven jubilades, 13 estaven estudiant i 9 estaven classificades com a «altres inactius».

### Ingressos
El 2009 a Brossainc hi havia 80 unitats fiscals que integraven 199 persones, la mediana anual d'ingressos fiscals per persona era de 15.620 €.

### Activitats econòmiques
Dels 7 establiments que hi havia el 2007, 2 eren d'empreses de construcció, 2 d'empreses de comerç i reparació d'automòbils, 1 d'una empresa financera, 1 d'una empresa immobiliària i 1 d'una empresa de serveis.
Els 2 serveis als particulars que hi havia el 2009 eren fusteries.
L'any 2000 a Brossainc hi havia 14 explotacions agrícoles que ocupaven un total de 234 hectàrees.

## Equipaments sanitaris i escolars
El 2009 hi havia una escola elemental integrada dins d'un grup escolar amb les comunes properes formant una escola dispersa.

## Poblacions més properes
El següent diagrama mostra les poblacions més properes.